# Asymblepharus eremchenkoi
Espèce
Asymblepharus eremchenkoi est une espèce de sauriens de la famille des Scincidae.

## Répartition
Cette espèce se rencontre:
- dans le nord-ouest du Kirghizistan ;
- dans le sud du Kazakhstan.

## Étymologie
Cette espèce est nommée en l'honneur de Valery Konstantinovich Yeriomtschenko.

## Publication originale
- Panfilov, 1999 : Mejpopyliatsionnie otiosheniia i vidovaia prinadkejnosty gornykh ligozomiykh kompleksa Asymblepharus alaicus Severo-Zapadnogo i Vnutrennego Tian-Shania. Izvestija nacional'noj Akademii Nauk Kyrghyzskoj Respubliki, vol. 1, p. 51-55.